# Maurice Gross
Maurice Gross (Sedan, 21 luglio 1934 – Ennery, 8 dicembre 2001) è stato un linguista francese che ha sviluppato dalla fine degli anni Sessanta il lessico-grammatica, metodo e pratica di descrizione formale delle lingue.

## Opere
È disponibile una bibliografia completa degli scritti di Maurice Gross, di cui presentiamo una breve selezione :
- 1975. Méthodes en syntaxe. Le régime des constructions complétives. Paris : Hermann., su books.google.fr.
- 1981. Les bases empiriques de la notion de prédicat sémantique. Langages, 63, pp. 7-52. (PDF), su persee.fr. URL consultato il 4 giugno 2009 (archiviato dall'url originale il 24 settembre 2015).
- 1994. Constructing Lexicon-Grammars. Computational Approaches to the Lexicon, Oxford, Oxford University Press, pp. 213-263., su books.google.com.
- 1997. The Construction of Local Grammars. Finite-State Language Processing, The MIT Press, pp. 329-352., su hal.archives-ouvertes.fr.